# Babička (film, 1971)
Babička je dvoudílný český televizní film z roku 1971 režiséra Antonína Moskalyka a scenáristy Františka Pavlíčka s Libuší Šafránkovou a Jarmilou Kurandovou v hlavní roli, který byl natočen na motivy stejnojmenné knihy Boženy Němcové. Pro tehdy teprve osmnáctiletou herečku Libuši Šafránkovou se tento snímek stal jejím úspěšným filmovým debutem. Kromě výborného scénáře a vynikajících hereckých výkonů snímku výrazně pomohla filmová hudba Luboše Fišera. Pro zfilmování tohoto úspěšného díla posloužil turistický region Kladské pomezí ve Východních Čechách odkud slavná spisovatelka pocházela. Točilo se především v Babiččině údolí a na zámku Ratibořice, a také v Novém Městě nad Metují, Jaroměři nebo obci Havlovice.

## Hrají
- Jarmila Kurandová (babička)
- Libuše Šafránková (Barunka)
- Libuše Geprtová (Viktorka)
- Lenka Kolegarová (Adélka)
- Erik Pardus (Jan)
- Jaroslav Moučka mladší (Vilém)
- Květa Fialová (paní kněžna)
- Magda Vášáryová (Hortensie)
- Petr Čepek (černý myslivec)
- Jan Hrušínský (Orlík)
- Jaroslava Obermaierová (Kristla)
- Vojtěch Rón (mlynář)
- Helena Růžičková (mlynářka)
- Oldřich Vlach (Toník)
- Jaroslav Moučka (Kudrna)
- Antonie Hegerlíková (Mikšová)
- Míla Myslíková (Prošková)
- František Hanus (Mikeš)
- Josef Somr (Talián)
- Zdeněk Matouš (Prošek)
- Jiří Wohanka (Jakub)
- Eva Šenková (správcová)
- Josefa Pechlátová (kovářka)
- Dana Francová (Mařenka)
- Josef Kemr (dohazovač)
- Zdeněk Kryzánek (myslivec)
- Radoslav Bartoník (myslivec)
- Vladimír Jedenáctík (Šíma)
- Václav Kotva (kantor)
- Milada Vnuková (Cilka)
- Pavlína Moskalyková (Manča)
- Luboš Dittman (Vincek)
- Martin Masner (Filip)
- Ladislav Šulc (Jakoubek)
- Eva Hudečková (hlas Viktorky)

## DVD
Film byl Českou televizí vydán na 2 DVD.